# Archanara affinis
Archanara affinis är en fjärilsart som beskrevs av Rothschild 1920. Archanara affinis ingår i släktet Archanara och familjen nattflyn. Inga underarter finns listade i Catalogue of Life.